# Аюла (село)
Аюла (рос. Аюла) — село Чемальського району, Республіка Алтай Росії. Входить до складу Аносинського сільського поселення.
Населення — 293 особи (2015 рік).